# خليل كوت
خليل باشا ولاحقا خليل كوت (بالتركية: Halil Kut)‏، ولد في مدينة القسطنطينية سنة 1882و توفي في إسطنبول سنة 1957. هو ضابط في الجيش العثماني وحاكم إقليمي، هو عم أنور باشا وزير الحرب العثماني خلال الحرب العالمية الأولى. اتخذ لقب الكوت بعد قانون الألقاب الذي أصدره مصطفى كمال أتاتورك سنة 1934 م.

## سيرته المهنية
تخرج في أكاديمية الحرب (كلية الموظفين) في الأستانة سنة 1905 كقبطان ممتاز (يوزباشي).
في السنوات الثلاث بعد تخرجه خدم في الجيش الثالث في مقدونيا. كما خدم من سنة 1908 إلى 13 أبريل 1909 في قطاع الجيش في بلاد فارس، تم استدعائه من جبهة بلاد فارس وتم تعيينه قائد الحرس الامبراطوري.
إنتقل بعد ذلك إلى سالونيكا لقيادة وحدات الدرك المتجول في المنطقة، وشارك في محاربة المتمردين وقطاع الطرق قبل حروب البلقان. كما قاد وحدة خلال حروب البلقان.
كان من بين مجموعة الضباط الشباب الذين أرسلوا إلى ليبيا في سنة 1911 لتنظيم الدفاع ضد الغزو الإيطالي خلال الحرب الإيطالية العثمانية.
قبل الحرب العالمية الأولى، شغل منصب قائد فوج للدرك في منطقة فان.

## الحرب العالمية الأولى
عندما دخلت الدولة العثمانية الحرب العالمية، كان يعمل في القيادة العليا في إسطنبول. وعمل بعد ذلك كقائد فرعي في الجيش العثماني الثالث على الحدود الروسية، وشارك أيضا في عمليات ضد الأرمن المتحالفين مع الروس.
وفي خضم الحرب أعتبر واحدا من كبار قادة القوات العثمانية في بلاد ما بين النهرين، والعراق، خلال الحرب العالمية الأولى.
في سنة 1915، قاد القوات التي استولت على الكوت في جنوب العراق حيث أسر الجنرال تاونشيند و 481 ضابطا و 13.300 جندي من القوات البريطانية.
بعد هذه الحملة الناجحة، تمت ترقيته من لواء إلى رتبة فريق. كما عين محافظا على بغداد.
وكان أيضا قائدا للجيش السادس بين فترة 19 أبريل 1916 وحتى نهاية الحرب في عام 1918.

## كوت العمارة

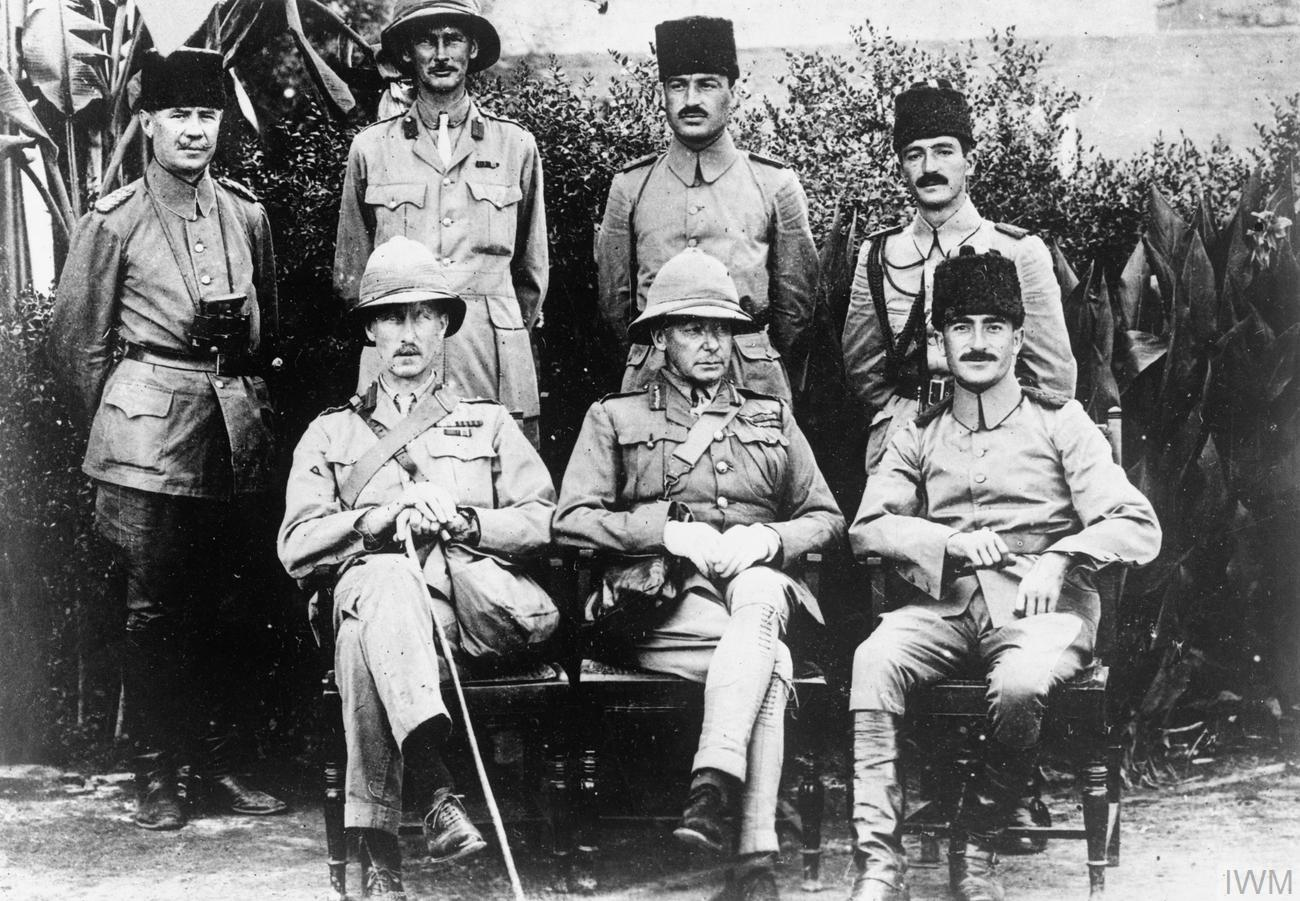
خليل باشا والجنرال تاونشند بعد معركة كوت العمارة والهزيمة المذلة للإنجليز بها.

أكبر نجاح له كان خلال القيادة في العراق وتطويق القوات البريطانية لمدة 143 يوما (حصار الكوت)، واستسلام الجيوش البريطانية في 29 أبريل 1916. ويعد فضل هذا النجاح لكبير قادته نور الدين باشا والجيش العثماني السادس، وللمارشال الألماني كولمار فريهر فون دير غولتز.

## سقوط ولاية بغداد
في سنة 1917، أصدر وزير الحرب أنور باشا أمره إلى خليل باشا بنقل بعض قواته من العراق إلى الجبهة الفارسية، فحد ذلك من قدرته على الدفاع عن ولاية بغداد مما أدى إلى سقوطها في قبضة القوات البريطانية واستسلام الجيش العثماني الثالث.

## بعد انتهاء الحرب
بعد انتهاء الحرب اعتقلت القوات البريطانية خليل باشا وسجنته في إسطنبول، لكنه هرب بعد ذلك إلى موسكو. ووفقا لشروط معاهدة موسكو (1921) الموقعة بين حكومة أنقرة والقيادة السوفياتية، كلفه السوفييت بحمل السبائك الذهبية التي أرسلها لينين إلى أنقرة لدفع ثمن تخلي تركيا عن منطقة باتومي للسوفيات.
لم يسمح له بالبقاء في تركيا في ذلك الوقت، فقد عاد أولا إلى موسكو ثم انتقل إلى برلين.
سمح له أتاتورك بالعودة إلى تركيا بعد إعلان الجمهورية التركية سنة 1923.

## الوفاة
بعد السماح له بالعودة لتركيا لم يتقلد أي منصب وعاش بقية حياته في منزله بإسطنبول إلى أن توفي بتاريخ 20 أغسطس 1957 بعد صراع مع المرض.